# Rosa 'Chippendale'
Rosa 'Chippendale' — сорт роз класса Шрабы. Используется в качестве декоративного садового растения. 
Сорт интродуцирован в Германии компанией Rosen-Tantau. Назван в честь Томаса Чиппендейла — крупнейшего мастера английского мебельного искусства эпохи рококо и раннего классицизма. Изготовленная из красного дерева, мебель этого мастера отличалась сочетанием рациональности форм, ясности структуры предмета с изяществом линий и прихотливостью узора.

## Биологическое описание
Высота куста 80—120 см, ширина около 100 см. Листья тёмно-зелёные, средних размеров, глянцевые, кожистые.
Бутоны тёмно-оранжевые, заострённые. Цветки 10—12 см в диаметре, махровые, плотно набитые, оранжево-розовые. Аромат сильный.
Цветение обильное, повторное. Устойчивость к болезням и дождю хорошая.
Зоны морозостойкости: 6b—9b.